# Дональд Вудс
Дональд Вудс (ім'я та прізвище при народженні — Ральф Льюїс Зінк) (англ. Donald Woods; 2 грудня 1906, Брендон, Канада — 5 березня 1998, Палм-Спрінгс, Каліфорнія, США) — канадсько-американський актор кіно і телебачення, чия карьєра тривала шість десятиліть.

## Біографія
Народився сім'ї пресвітеріан німецького походження.
У дитинстві переїхав із сім'єю з Канади до Каліфорнії, виріс у Бербанку. Закінчив Каліфорнійський університет у Берклі.
Дебютував у кіно у 1928 році. Починав, в основному, в масовках, хоча іноді отримував ролі в таких відомих художніх фільмах, як «Ентоні нещасний», Watch on the Rhine і The Bridge of San Luis Rey. Став широко відомий після виходу фільмів «Загублений вулкан», «Поліцейська історія», «Оуен Маршалл, радник адвокатів».
На зорі телебачення Вудс з'являвся у фільмах Крейга Кеннеді, в таких серіалах, як The Philco Television Playhouse, Armstrong Circle Theater, Robert Montgomery Presents, The United States Steel Hour і General Electric Theater. Пізніше був постійним учасником серіалу «Теммі», з'являвся в серіалах «Bat Masterson», «Wagon Train», «Ben Casey», «77 Sunset Strip», «Hawaiian Eye», «Stoney Burke», «Bonanza», «Coronet Blue» ", «Ironside», «Alias Smith and Jones» та «Owen».
Знявся у близько 130 кіно-, телефільмах та серіалах. Удостоєний зірки на знаменитій Голлівудській «Алеї слави».

## Вибрана фільмографія
- 1935 — Флорентійський кинджал — Хуан «Сезар» Чезаре
- 1935 — Справа про цікаву наречену — Карл Монтейн
- 1935 — Історія Луї Пастера/ The Story of Louis Pasteur — доктор Жан Мартель
- 1936 — Ентоні нещасний — Вінсент Нольт
- 1943 — Дозор на Рейні — Девід Фареллі
- 1949 — Місце злочину — Боб Херкаймер, кримінальний репортер
- 1953 — Чудовисько з глибини 20 000 сажнів — капітан Філ Джексон.
- 1960 — 13 привидів — Сайрус Зорба
- 1964 — Кузени, що цілуються — Елвін Донфорд
- 1969 — Справжня мужність — Барлоу